# Wales Island (Nunavut)
Wales Island (Inuktitut: Shatook; früher Prince of Wales Island) ist eine unbewohnte Insel des Kanadisch-arktischen Archipels in der Qikiqtaaluk-Region des kanadischen Territoriums Nunavut. 
Die Insel liegt 1,5 km vor der Küste der Melville Peninsula im Süden des Golfs von Boothia in der Committee Bay. 
Die Landfläche von Wales Island beträgt 1137 km². Wales Island misst von Norden nach Süden 63 km, sowie 23 km in Ost-West-Richtung.
Die höchste Erhebung der Insel erreicht 165 m.
Die Insel wurde vom schottischen Polarforscher John Rae als "Prince of Wales Island" benannt. Später wurde der Inselname gekürzt und heißt seither nur noch "Wales Island".